# Roger Birnbaum
Roger Andrew Birnbaum (* 14. November 1950 in Teaneck, New Jersey) ist ein US-amerikanischer Filmproduzent.

## Leben und Wirken
Roger Birnbaum wurde in Teaneck, New Jersey geboren. Sein Vater arbeitete in der Textil- und Bauindustrie. 1968 beendete Birnbaum die Schulausbildung an der Teaneck High School. Unter seinen Klassenkameraden befanden sich der Filmkritiker Leonard Maltin und der Komponist Alan Silvestri. Silvestri und Birnbaum waren an der High School eng befreundet und setzten diese Freundschaft auch später in Hollywood fort. Birnbaum studierte an der Universität von Denver Entertainment und Musik. Er verließ diese jedoch ein Jahr vor dem Abschluss, um seine musikalische Karriere zu beginnen. Er arbeitete als Vice President of A&R für A&M Records und Arista Records.
Seine Arbeit im Filmgeschäft begann Birnbaum 1983 mit der Produktion von Fernsehfilmen. Er war als Produktionspräsident für United Artists und danach als Präsident der Worldwide Production und Executive Vice President bei Twentieth Century Fox und als Präsident von Caravan Pictures tätig. Dann gründete mit seinem Geschäftspartner Gary Barber die Produktions-, Finanz- und Vertriebsgesellschaft Spyglass Entertainment in Los Angeles. Er arbeitete seit Dezember 2010 bei Metro-Goldwyn-Mayer Co-Chairman und Chief Executive Officer, eine Position, die er im Oktober 2012 aufgab. Bei Spyglass hatte er weiterhin den Posten eines Co-Chairman in der Verwaltung inne. Birnbaum produzierte zahlreiche Spielfilme und beteiligt sich an Spielfilmen und Musikproduktionen, ausländischen Vertriebsgesellschaften und Ausstellungen.

## Kurzübersicht
- 1973: Vizepräsident bei A&M Records
- 1988: Präsident der worldwide production bei 20th Century Fox
- 1991: Ernennung zum Executive Vice President bei 20th Century Fox
- 1993: Beitritt zu Joe Roths Caravan Pictures
- 1994: Aufstieg zum Leiter von Caravan
- 1995–2007: Produktion von While You Were Sleeping, Thrillern wie The Rich Man’s Wife, Unbreakable, Abandon, The Lookout und den Blockbustern Rush Hour, Rush Hour 2.
- 1998: Gründung von Spyglass Entertainment, einer Filmgesellschaft mit Sitz in Los Angeles. Sie hat mehr als 20 Mitarbeiter und ein jährliches Einkommen von mehr als fünf Millionen US-Dollar.[4]
- 2010: Einstieg beim finanziell angeschlagenen Konzern MGM.[5]

### Auszeichnungen/Engagement
1985 wurde Birnbaum mit einem Emmy ausgezeichnet. Im Jahr 2008 gewann er für die Produktion des Films Die Regeln der Gewalt einen Independent Spirit Award.
Birnbaum ist Mitglied der Academy of Motion Picture Arts and Sciences, hat die Ehrendoktorwürde in Geisteswissenschaften an der Universität von Denver und ist Vorstandsmitglied von YES, einer Stiftung, die Bildungsstipendien für benachteiligte Kinder vergibt.

## Filmografie (Auswahl)
Als Filmproduzent
- 1983: When Your Lover Leaves (Fernsehfilm)
- 1985: Tödliche Schlagzeilen (Scandal Sheet, Fernsehfilm)
- 1985: Der Volltreffer (The Sure Thing)
- 1985: Das Geheimnis des verborgenen Tempels (Young Sherlock Holmes)
- 1993: Die drei Musketiere (The Three Musketeers)
- 1994: Angels – Engel gibt es wirklich! (Angels in the Outfield)
- 1994: Mister Cool (A Low Down Dirty Shame)
- 1995: Der Hausfreund (Houseguest)
- 1995: Pecos Bill – Ein unglaubliches Abenteuer im Wilden Westen (Tall Tale)
- 1995: The Jerky Boys: The Movie
- 1995: Pfundskerle (Heavy Weights)
- 1995: Während Du schliefst (While You Were Sleeping)
- 1995: Powder
- 1996: Das große Basketball-Kidnapping (Celtic Pride)
- 1996: Mr. Präsident Junior (First Kid)
- 1996: Tödliche Verschwörung (The Rich Man’s Wife)
- 1997: Metro – Verhandeln ist reine Nervensache (Metro)
- 1997: Ein Mann – ein Mord (Grosse Pointe Blank)
- 1997: Der 100.000 $ Fisch (Gone Fishin’)
- 1997: Die Akte Jane (G.I. Jane)
- 1997: Washington Square
- 1997: Spaceman (RocketMan)
- 1998: Sechs Tage, sieben Nächte (Six Days Seven Nights)
- 1998: Rush Hour
- 1998: Simon Birch
- 1998: Der Guru (Holy Man)
- 1999: Inspektor Gadget (Inspector Gadget)
- 2000: Shang-High Noon (Shanghai Noon)
- 2001: Rush Hour 2
- 2002: Monte Cristo (The Count of Monte Cristo)
- 2002: Im Zeichen der Libelle (Dragonfly)
- 2002: Abandon
- 2002: Die Herrschaft des Feuers (Reign of Fire)
- 2003: Der Einsatz (The Recruit)
- 2003: Shanghai Knights
- 2004: Voll gepunktet (The Perfect Score)
- 2004: Connie und Carla (Connie and Carla)
- 2004: Mr. 3000 – Die letzte Chance (Mr. 3000)
- 2005: Der Babynator (The Pacifier)
- 2005: Per Anhalter durch die Galaxis (The Hitchhiker’s Guide to the Galaxy)
- 2007: Die Regeln der Gewalt (The Lookout)
- 2007: Unsichtbar – Zwischen zwei Welten (The Invisible)
- 2007: Evan Allmächtig (Evan Almighty)
- 2007: Rush Hour 3
- 2007: Underdog – Unbesiegt weil er fliegt (Underdog)
- 2007: Balls of Fury
- 2008: 27 Dresses
- 2008: Mein Schatz, unsere Familie und ich (Four Christmases)
- 2008: Flash of Genius
- 2010: Verlobung auf Umwegen (Leap Year)
- 2010: The Tourist
- 2012: Für immer Liebe (The Vow)
- 2016: Die glorreichen Sieben (The Magnificent Seven)
- 2018: Death Wish
- 2019: Glam Girls – Hinreißend verdorben (The Hustle)
- 2021: South of Heaven
- 2023: Thanksgiving
- 2024: Absolution